# Solco Tromp
Solco Walle Tromp (Simpoer, 14 december 1874 – Leiden, 6 februari 1962) was een Nederlands voormalig voetballer die speelde als doelman. Hij speelde gedurende zijn korte carrière voor de HFC en kwam tweemaal uit voor het Nederlands voetbalelftal.

## Biografie
In de seizoenen 1892/93 en 1893/94 was Tromp actief als doelverdediger van de Haarlemsche Football Club. In 1893 behaalde hij met de Haarlemmers het Nederlands landskampioenschap. Na het winnen van het Holdert-beeld in 1894 vertrok Tromp voor zijn studie naar Leiden, waar hij als sporter actief was als roeier bij de studentenroeivereniging SRV Njord.
In het seizoen 1897/98 keerde Tromp weer even terug bij de HFC, dat inmiddels gedegradeerd was naar de Tweede klasse nadat de meest prominente voetballers vertrokken waren. Met de eveneens de teruggekeerde aanvoerder Otto Menten in de selectie werd de HFC kampioen van de Tweede klasse, waarna evenals de promotiewedstrijd tegen CFC Celeritas met 4–1 gewonnen werd.
Daarna vestigde hij zich als advocaat in Rotterdam. Hij overleed op 87-jarige leeftijd te Leiden. Zijn zoon Solco Walle Tromp (1909–1983) was hoogleraar geologie aan de Universiteit van Caïro en biometeoroloog.

## Vertegenwoordigend voetbal
In januari 1894 werd Solco Tromp als doelman van de Haarlemsche Football Club uitgenodigd om deel uit te maken van het Nederlands bondselftal van de Nederlandsche Voetbal- & Athletiek Bond (NVAB). Dit Nederlands elftal, dat is samengesteld door een commissie onder leiding van bondsvoorzitter W. Prange, zou binnen afzienbare tijd zijn eerste officieuze wedstrijd spelen tegen een Engels team en bestond volgens het Algemeen Handelsblad uit ’de beste krachten waarover de Nederlandse voetbalwereld kan beschikken’.
Op het Sparta-terrein aan de Oude Binnenweg zijn vijfhonderd toeschouwers op 6 februari 1894 getuige van de historische wedstrijd van het eerste vertegenwoordigende elftal van Nederland tegen Felixstowe FC. Solco Tromp komt de eer toe dat hij deze dag de eerste doelman is van het Nederlands elftal, maar hij kon niet voorkomen dat Nederland met 0–1 zou gaan verliezen.
De volgende wedstrijd werd op 10 april 1894 gespeeld tegen Maidstone FC op het veld van de HFC. In de Nederlandse selectie zijn er slechts drie man na de eerste wedstrijd gehandhaafd, waaronder Tromp. Door doelpunten van onder meer zijn clubgenoten Puck Meijer en Pim Mulier, won Nederland met 4–3. Na elke gespeelde wedstrijd van het Nederlands bondselftal kreeg een speler een blauwe pet, de zogeheten cap. Als tweevoudig speler in dienst voor het Nederlands team behaalde Tromp in totaal twee caps.
| Officieuze wedstrijden van Solco Tromp voor Nederland | Officieuze wedstrijden van Solco Tromp voor Nederland | Officieuze wedstrijden van Solco Tromp voor Nederland | Officieuze wedstrijden van Solco Tromp voor Nederland | Officieuze wedstrijden van Solco Tromp voor Nederland | Officieuze wedstrijden van Solco Tromp voor Nederland |
| №                                                     | Datum                                                 | Wedstrijd                                             | Uitslag                                               | Type                                                  | Doelpunten                                            |
| Als speler van HFC                                    | Als speler van HFC                                    | Als speler van HFC                                    | Als speler van HFC                                    | Als speler van HFC                                    | Als speler van HFC                                    |
| ----------------------------------------------------- | ----------------------------------------------------- | ----------------------------------------------------- | ----------------------------------------------------- | ----------------------------------------------------- | ----------------------------------------------------- |
| 1.                                                    | 6 februari 1894                                       | Nederland – Felixstowe FC                             | 0 – 1                                                 | Vriendschappelijk                                     |                                                       |
| 2.                                                    | 10 april 1894                                         | Nederland – Maidstone FC                              | 4 – 3                                                 | Vriendschappelijk                                     |                                                       |

## Erelijst
- Nederlands landskampioenschap: 1892/93 (HFC)
- Tweede klasse: 1897/98 (HFC)
- Nederlands bekerwinnaar: 1893/94 (HFC)